# Exfoliación (dermatología)
En el campo de la dermatología, la exfoliación representa el proceso natural de renovación celular cutánea, mediante la descamación de las células inertes de la epidermis. Sin embargo, cuando una enfermedad altera este proceso, ocasionando una acumulación de células muertas en la epidermis, se produce un engrosamiento, denominado hiperqueratosis, que confiere un aspecto escamoso a la piel, condición conocida como ictiosis.
Este procedimiento también se lleva a cabo de manera artificial, siendo una práctica muy frecuente en el sector cosmético para el rejuvenecimiento facial. Este consiste en deshacerse de dichas escamas o células inertes cutáneas a través de una acción química o física. Su uso es común para realzar la apariencia de la piel que ha sufrido daños por la exposición solar, reducir arrugas, atenuar cicatrices de acné o varicela, así como descolorar o erradicar manchas cutáneas.
La exfoliación es un paso esencial en la rutina de cuidado cutáneo, especialmente para las áreas más expuestas a la contaminación ambiental, como el rostro y los brazos. Las cremas exfoliantes, como productos cosméticos, pueden facilitar el proceso de exfoliación. La intensidad de la abrasión puede variar según el tamaño del grano presente en el producto.

## Historia
El crédito por la práctica de exfoliación es dado a los antiguos egipcios. En la Edad Media el vino era usado como un exfoliante químico, con ácido tartárico como agente activo. En Asia, la práctica de exfoliación comenzó cientos de años atrás. La etimología de la palabra viene del latín exfoliare (deshojar).

## Tipos de exfoliación cosmética

### Exfoliación por acción física o mecánica
La exfoliación se logra a través de métodos mecánicos o químicos.

#### Mecánica
Este proceso implica tallar físicamente la piel con un abrasivo. Los exfoliantes mecánicos incluyen telas de microfibra, hojas de exfoliación adhesivas, exfoliantes con microperlas de plástico, papel crepé, hueso de chabacano molido o cáscara de almendras, cristales de azúcar o sal, piedra pómez y materiales abrasivos tales como esponjas, cepillos, esponja vegetal, y las uñas nada más los exfoliantes faciales están disponibles en los productos de supermercado para ser aplicados por el usuario. La gente con piel seca deben evitar exfoliantes que incluyan una gran parte de piedra pómez o roca volcánica pulverizada. La piedra pómez es considerada un buen material para exfoliar la piel de los pies. La microdermoabrasión es otro método de exfoliación mecánica.
- Abrasión mecánica con lija dermatológica o bisturí
- Abrasión con láser o resurfacing con láser
- Scrub: Con bolitas sintéticas o de huesos machacados, que rascan y eliminan células muertas.
- Gommage: es una crema pastosa o gel líquido. Se pegan a la piel y una vez seca se desprende.

#### Química
La exfoliación química cutánea con sustancias como fenol, ácido salicílico y ácido tricloroacético y preparados comerciales enzima tifos de aplicación que se recomienda sea únicamente por profesionales expertos. Dependiendo del poder de penetración de la sustancia química se eliminarán más capas de piel. A mayor profundidad, mayores efectos pero también más riesgos. Se emplean sobre todo en la piel de la cara.
Los tipos según el tipo de sustancia empleada son:
Enzimáticos: seguir las instrucciones del fabricante. Aplicar antes de la extracción, con el vapor. Para pieles sensibles.
Ácidos: trabaja con células vivas porque penetra hasta la dermis.
Con remoción de vello: algunos métodos de remoción de vello también exfolia la piel.
La depilación es un proceso mecánico que se realiza con la intención de arrancar el vello, lo que también funciona como un exfoliante mecánico. Como se hace entre cada dos u noche semanas, no se lleva a cabo tan frecuentemente como muchos de los exfoliantes, así que no sustituye un régimen, pero puede ser un sustituto de una sesión normal en un régimen.
Los productos nair son un ejemplo de cómo un producto químico de remoción de vello también funcional como un exfoliante químico. Se lleva a cabo más frecuentemente que la depilación (una vez a la semana en lugar de una vez al mes) ya que solo una parte del vello debajo de la piel, en lugar de destruir la raíz completa como con la depilación. Usándola semanalmente puede sustituir un régimen de exfoliación semanal. Es un químico muy agresivo por lo que no puede ser usada en el rostro, así que se tendría que utilizar un exfoliante diferente el rostro.
Wetshaving también tiene propiedades exfoliadoras; primero, la acción de mover un cepillo rasuradora vigorosamente sobre la piel del rostro lava el rostro y remueve la piel muerta al mismo tiempo. Después de aplicar la espuma con un cepillo, el uso de una navaja de seguridad de doble hoja o una navaja rígida remueve la piel muerta simplemente por el hecho de que los rastrillos antes nebvionafos se pasan mucho más cerca de la piel y renueven la piel muerta con mayor efectividad que un cartucho o navaja eléctrica.
Los tipos según el tipo de sustancia empleada son:
- Enzimáticos: Seguir las instrucciones del fabricante. Aplicar antes de la extracción, con el vapor. Para pieles sensibles.
- Ácidos: Trabaja con células vivas porque penetra hasta la dermis

## Promoción
En los medios de difusión, los exfoliantes son anunciados como tratamientos que mejoran la belleza, apariencia joven o salud.

## Desventajas
Una desventaja de la exfoliación es el alto precio de algunos de los productos y métodos utilizados para lograrlo. La exfoliación generará enrojecimiento inicial en la piel. Casi al final de los exfoliantes químicos, la piel hela, con colores que varían de un blanco brillante a gris en la superficie de la piel.

### Impacto ambiental marino de las micro perlas
Como las partículas de micro esferas utilizadas en la exfoliación mecánica son muy pequeñas (menos de 1 mm) para ser atrapadas por las alcantarillas, esto se ve reflejado en toneladas de micro perlas que de ser liberadas en el medio ambiente dañan los ecosistemas marinos. En consecuencia, en junio de 2014, el estado de Illinois se convirtió en el primero en prohibir el uso de microperlas y los fabricantes de cosméticos  acordaron utilizar ingredientes más naturales.